# Hòa Thân vương

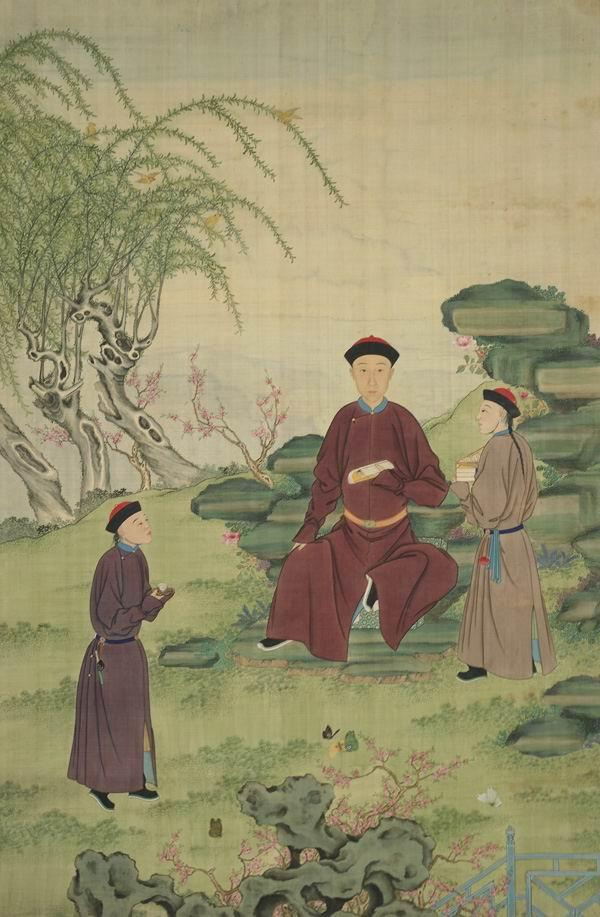
Hoằng Trú - thủy tổ Hòa vương phủ

Hòa Thạc Hòa Thân vương (chữ Hán: 和碩和親王, tiếng Mãn: ᡥᠣᡧᠣᡳ
 ᡥᡡᠸᠠᠯᡳᠶᠠᡴᠠ
 ᠴᡳᠨ ᠸᠠᠩ, Möllendorff: Hošoi hūwaliyaka cin wang) là tước vị Thân vương truyền đời của nhà Thanh trong lịch sử Trung Quốc.

## Khái quát
Thủy tổ của Hòa vương phủ là Hoằng Trú - Hoàng ngũ tử của Thanh Thế Tông Ung Chính Hoàng đế, và là em trai của Thanh Cao Tông Càn Long Hoàng đế.
Năm Ung Chính thứ 11 (1733), Hoằng Trú cùng anh trai là Hoàng tứ tử Hoằng Lịch đều được ân phong tước Thân vương, Hoằng Lịch được phong Bảo Thân vương (寶親王), còn Hoằng Trú được phong Hòa Thân vương (和親王). Càn Long Đế sau khi kế vị, nhìn nhận rằng mạch tự của Ung Chính Đế chỉ còn mỗi mình và Hoằng Trú (Hoàng tam tử Hoằng Thời đã bị đuổi khỏi Hoàng tộc Ái Tân Giác La và ban cho tự sát, còn Hoàng lục tử Hoằng Chiêm thì được cho làm con thừa tự của Quả Nghị Thân vương Dận Lễ) nên đối đãi với người em trai này vô cùng khoan ân, và có phần dễ dãi.
Năm Càn Long thứ 35 (1770), Hoằng Trú qua đời, Càn Long Đế tiếc thương em trai nên cho phép con cháu tập tước Hòa Thân vương.
Hòa vương phủ từ khi khai lập đến khi lụi tàn, truyền được tổng cộng 8 đời, trong đó có 2 vị Thân vương, 2 vị Quận vương, là 1 trong những Vương phủ không phải Thiết mạo tử vương có nhiều đời được phong Vương nhất lịch sử nhà Thanh, chỉ xếp sau Định vương phủ của Định An Thân vương Vĩnh Hoàng. Ngoài ra, Hòa vương phủ cũng là một trong số ít các Vương phủ chưa từng có vị nào bị đoạt tước.

### Ý nghĩa phong hiệu
Phong hào "Hòa" trong Mãn ngữ là "hūwaliyaka", nghĩa là "hòa thuận, hữu nghị". Đáng chú ý là, Thế Tông Ung Chính Đế có hai người con trai được phong tước, trong đó Càn Long Đế được phong là Bảo Thân vương, Mãn ngữ là "boobai", tức "Bảo bối", trong khi đó phong hiệu "Hòa" của Hoằng Trú có cùng gốc chữ với phong hiệu "Ung" của Thế Tông (Mãn ngữ của Ung vốn là "hūwaliyasun"). Có thể thấy được Thế Tông đều rất yêu thương hai người con trai này.

### Chi hệ
Hoằng Trú có tất cả 8 người con trai, trong đó Trưởng tử Vĩnh Anh (永瑛), tam tử, ngũ tử đều mất sớm, những người con còn lại ngoại trừ lục tử Vĩnh Hoán (永瑍) là do Trắc thất sinh ra, còn lại đều do Chính thất sinh ra. Đại tông do một chi của nhị tử Vĩnh Bích kế thừa. Một chi của Vĩnh Bích vẫn luôn kế thừa Đại tông thẳng đến thời Thanh mạt, là một ví dụ tương đối tiêu chuẩn về truyền thừa thế hệ. Mặt khác, các chi hậu duệ khác của Hoằng Trú có chi hệ của tứ tử Vĩnh Tân (永璸) tuyệt tự ở bối tự "Dịch", bát tử Vĩnh Hằng (永璔) tuyệt tự ở bối tự "Miên". Vì vậy đến cuối cùng, hậu duệ Hoằng Trú chỉ còn Đại tông Vĩnh Bích, lục tử Vĩnh Hoán và thất tử Vĩnh Côn.

### Địa vị
Càn Long Đế và Hoằng Trú chỉ cách nhau một tuổi, dân gian và hậu duệ Hòa vương phủ đều truyền rằng Càn Long rất đề phòng Hoằng Trú, Hoằng Trú cũng tự mình hiểu rõ điều đó, thường xuyên làm ra những chuyện hoang đường để bảo vệ mình. Mặt khác, lúc nghe được tin Hoằng Trú qua đời, Càn Long hạ chỉ dụ:
| “ | 朕弟和硕和亲王秉性纯诚, 持躬端恪. 髫年共学, 友爱实深. 自备位亲藩, 懋昭敬慎. 方冀六旬同庆, 棣萼言欢. . Trẫm đệ Hòa Thạc Hòa Thân vương bỉnh tính thuần thành, trì cung đoan khác. Thiếu niên cộng học, hữu ái thực thâm. Tự bị vị thân phiên, mậu chiêu kính thận. Phương ký lục tuần đồng khánh, lệ ngạc ngôn hoan. | ” |

Như vậy xem ra, quan hệ giữa Cao Tông và Hoằng Trú tương đối thân mật, Hòa vương phủ lại là tông chi duy nhất còn lại của Thế Tông trên tông pháp, vì vậy đãi ngộ của hậu duệ Hòa vương phủ cũng tương đối tốt. Nhưng Đại tông của Hòa vương phủ thời kỳ đầu thường tập tước chỉ vài năm đã qua đời, đến Thanh hậu kỳ mới bắt đầu ổn định lại. Thời Thanh mạt, Đại tông là Trấn quốc công Dục Chương, vì gả con gái cho cháu nội của Phùng Quốc Chương, nên tình trạng thời kỳ đầu Dân Quốc vẫn tương đối tốt, đến Dân Quốc trung kỳ thì Đại tông mới bắt đầu xuống dốc.

### Kỳ tịch
Một chi Hòa vương phủ sau khi nhập kỳ được phân vào Tả dực cận chi Chính Lam kỳ đệ nhị tộc, cùng tộc với 3 chi hệ hậu duệ của Thánh Tổ Khang Hi Đế là Di vương phủ, Liêm vương phủ, Bối tử Dận Đường phủ và Hàm vương phủ.

## Hòa Thân vương
Thứ tự thừa kế Hòa vương phủ. Số năm lần lượt là năm sinh, năm thừa tước, năm mất; in đậm là khoảng thời gian thụ tước:
1. Hòa Cung Thân vương Hoằng Trú (弘晝)
1712 - 1733 - 1770
2. Hòa Cần Thân vương Vĩnh Bích (永璧)
1733 - 1770 - 1772
3. Hòa Cẩn Quận vương Miên Luân (綿倫)
1752 - 1772 - 1775
4. Hòa Khác Quận vương Miên Tuần (綿循)
1758 - 1775 - 1817
5. Bối lặc Dịch Hanh (奕亨)
1783 - 1817 - 1832
6. Mẫn Khác Bối tử Tái Dung (載容)
1824 - 1832 - 1881
7. Phụng ân Trấn quốc công Phổ Liêm (溥廉)
1854 - 1881 - 1898
8. Phụng ân Trấn quốc công Dục Chương (毓璋)
1889 - 1898 - 1937

### Vĩnh Bích chi hệ
- 1757 - 1770: Bất nhập Bát phân Phụ quốc công Vĩnh Bích - con trai thứ hai của Hoằng Trú. Năm 1770 tập tước Thân vương.

### Vĩnh Tân chi hệ
- 1754 - 1798: Nhị đẳng Trấn quốc Tướng quân Vĩnh Tân (永璸) - con trai thứ tư của Hoằng Trú.
- 1798 - 1832: Phụ quốc Tướng quân Miên Mệnh (綿命) - con trai thứ hai của Vĩnh Tân.
- 1832 - 1843: Phụng quốc Tướng quân Dịch Tuấn (奕俊) - con trai trưởng của Miên Mệnh. Vô tự.

#### Dịch Mãnh chi hệ
- 1836 - 1859: Dĩ Cách Phụng quốc Tướng quân Dịch Mãnh (奕猛) - con trai thứ thứ hai của Miên Mệnh. Năm 1859 bị cách tước. Vô tự.

### Vĩnh Hoán chi hệ
- 1779 - 1783: Nhị đẳng Trấn quốc Tướng quân Vĩnh Hoán (永瑍) - con trai thứ sáu của Hoằng Trú.
- 1783 - 1807: Phụ quốc Tướng quân Miên Tăng (綿僧) - con trai trưởng của Vĩnh Hoán.
- 1807 - 1859: Phụng quốc Tướng quân Dịch Giao (奕交) - con trai trưởng của Miên Tăng. Vô tự.

#### Dịch Liệt chi hệ
- 1815 - 1851: Phụng quốc Tướng quân Dịch Liệt (奕烈) - con trai thứ hai của Miên Tăng.
- 1852 - 1870: Phụng ân Tướng quân Tái Thấu (載透) - con trai thứ ba của Dịch Liệt. Năm 1870 bị cách tước.

### Vĩnh Côn chi hệ
- 1768 - 1803: Bất nhập Bát phân Phụ quốc công Vĩnh Côn (永琨) - con trai thứ bảy của Hoằng Trú.
- 1803 - 1814: Tam đẳng Trấn quốc Tướng quân Miên Trọng (綿仲) - con trai thứ hai của Vĩnh Côn.
- 1814 - 1841: Phụ quốc Tướng quân Dịch Thuận (奕順) - con trai trưởng của Miên Trọng.
- 1841 - 1862: Phụng quốc Tướng quân Tái Trù (載疇) - con trai trưởng của Dịch Thuận. Năm 1862 bị cách tước.

#### Miên Lệnh chi hệ
- 1784 - 1797: Tam đẳng Phụ quốc Tướng quân Miên Lệnh (綿令) - con trai trưởng của Vĩnh Côn.
- 1797 - 1798: Nhị đẳng Phụng quốc Tướng quân Dịch Hoàng (奕煌) - con trai trưởng của Miên Lệnh. Vô tự.

#### Miên Trác chi hệ
- 1784 - 1787: Tam đẳng Trấn quốc Tướng quân Miên Trác (綿倬) - con trai thứ năm của Vĩnh Côn.

### Dịch Hanh chi hệ
- 1802 - 1817: Đầu đẳng Phụ quốc Tướng quân Dịch Hanh - con trai thứ ba của Miên Tuần. Năm 1817 tập tước Bối lặc.

### Dịch Thông chi hệ
- 1805 - 1836: Tam đẳng Trấn quốc Tướng quân Dịch Thông (奕聰) - con trai thứ tư của Miên Tuần.
- 1836 - 1884: Tam đẳng Phụ quốc Tướng quân Tái Gia (載嘉) - con trai trưởng của Dịch Thông.

### Dịch Cẩn chi hệ
- 1808 - 1826: Tam đẳng Trấn quốc Tướng quân Dịch Cẩn (奕謹) - con trai thứ sáu của Miên Tuần. Vô tự.

### Dịch Nhị chi hệ
- 1821 - 1839: Phụng quốc Tướng quân Dịch Nhị (奕蕋) - con trai thứ chín của Miên Tuần. Vô tự.

### Tái Sùng chi hệ
- 1826 - 1876: Nhất đẳng Phụ quốc Tướng quân Tái Sùng (載崇) - con trai thứ năm của Dịch Hanh.
- 1876 - ?: Phụng quốc Tướng quân Phổ Thiện (溥善) - con trai trưởng của Tái Sùng.
- ?: Phụng ân Tướng quân Hằng Ấm (恆蔭) - cháu trai Phổ Thiện, con trai trưởng của Dục Hậu (毓厚).

### Phổ Lương chi hệ
- 1886 - 1922: Phụng quốc Tướng quân Phổ Lương (溥良) - con trai thứ hai của Tái Sùng.
- 1922 - 2005: Phụng ân Tướng quân Khải Công (啟功) - chắt của Phổ Lương, cháu trai Dục Long (毓隆), con trai trưởng của Hằng Đồng (恆同).

### Phổ Hưng chi hệ
- 1880 - 1907: Phụng quốc Tướng quân Phổ Hưng (溥興) - con trai thứ ba của Tái Sùng.
- 1907 - ?: Phụng ân Tướng quân Dục Tung (毓崧) - con trai trưởng của Phổ Hưng.

### Phổ Liêm chi hệ
- 1877 - 1881: Nhị đẳng Phụ quốc Tướng quân Phổ Liêm (溥廉) - con trai trưởng của Tái Dung. Năm 1881 tập tước Phụng ân Trấn quốc công.

### Phổ Ích chi hệ
- 1877 - 1907: Nhị đẳng Phụ quốc Tướng quân Phổ Ích (溥益) - con trai thứ hai của Tái Dung.
- 1907 - ?: Phụng quốc Tướng quân Dục Thư (毓書) - con trai trưởng của Phổ Ích.
- ?: Phụng ân Tướng quân Hằng Vân (恆鋆) - con trai trưởng của Dục Thư.

### Phổ Thụ chi hệ
- 1877 - 1906: Nhị đẳng Phụ quốc Tướng quân Phổ Thụ (溥綬) - con trai thứ ba của Tái Dung.
- 1906 - ?: Phụng quốc Tướng quân Dục Thư (毓書) - con trai trưởng của Phổ Thụ.

## Phả hệ Hòa Thân vương
|                                                 |                                                 |                                                 |                                                 |                                                 |                                                 |  |  | Hòa Cung Thân vương Hoằng Trú 1712 - 1733 - 1770 |  |  |  |  |  |  |  |                                                       |                                                  |                                                  |                                                  |                                                  |                                                  |  |  |  |  |  |  |  |  |  |  |  |  |  |  |
|                                                 |                                                 |                                                 |                                                 |                                                 |                                                 |  |  |                                                  |  |  |  |  |  |  |  |                                                       |                                                  |                                                  |                                                  |                                                  |                                                  |  |  |  |  |  |  |  |  |  |  |  |  |  |  |
|                                                 |                                                 |                                                 |                                                 |                                                 |                                                 |  |  | Hòa Cần Thân vương Vĩnh Bích 1733 - 1770 - 1772  |  |  |  |  |  |  |  |                                                       |                                                  |                                                  |                                                  |                                                  |                                                  |  |  |  |  |  |  |  |  |  |  |  |  |  |  |
|                                                 |                                                 |                                                 |                                                 |                                                 |                                                 |  |  |                                                  |  |  |  |  |  |  |  |                                                       |                                                  |                                                  |                                                  |                                                  |                                                  |  |  |  |  |  |  |  |  |  |  |  |  |  |  |
|                                                 |                                                 |                                                 |                                                 |                                                 |                                                 |  |  |                                                  |  |  |  |  |  |  |  |                                                       |                                                  |                                                  |                                                  |                                                  |                                                  |  |  |  |  |  |  |  |  |  |  |  |  |  |  |
| Hòa Cẩn Quận vương Miên Luân 1752 - 1772 - 1775 | Hòa Cẩn Quận vương Miên Luân 1752 - 1772 - 1775 | Hòa Cẩn Quận vương Miên Luân 1752 - 1772 - 1775 | Hòa Cẩn Quận vương Miên Luân 1752 - 1772 - 1775 | Hòa Cẩn Quận vương Miên Luân 1752 - 1772 - 1775 | Hòa Cẩn Quận vương Miên Luân 1752 - 1772 - 1775 |  |  |                                                  |  |  |  |  |  |  |  | Hòa Khác Quận vương Miên Tuần 1758 - 1775 - 1817      | Hòa Khác Quận vương Miên Tuần 1758 - 1775 - 1817 | Hòa Khác Quận vương Miên Tuần 1758 - 1775 - 1817 | Hòa Khác Quận vương Miên Tuần 1758 - 1775 - 1817 | Hòa Khác Quận vương Miên Tuần 1758 - 1775 - 1817 | Hòa Khác Quận vương Miên Tuần 1758 - 1775 - 1817 |  |  |  |  |  |  |  |  |  |  |  |  |  |  |
| Hòa Cẩn Quận vương Miên Luân 1752 - 1772 - 1775 | Hòa Cẩn Quận vương Miên Luân 1752 - 1772 - 1775 | Hòa Cẩn Quận vương Miên Luân 1752 - 1772 - 1775 | Hòa Cẩn Quận vương Miên Luân 1752 - 1772 - 1775 | Hòa Cẩn Quận vương Miên Luân 1752 - 1772 - 1775 | Hòa Cẩn Quận vương Miên Luân 1752 - 1772 - 1775 |  |  |                                                  |  |  |  |  |  |  |  | Hòa Khác Quận vương Miên Tuần 1758 - 1775 - 1817      | Hòa Khác Quận vương Miên Tuần 1758 - 1775 - 1817 | Hòa Khác Quận vương Miên Tuần 1758 - 1775 - 1817 | Hòa Khác Quận vương Miên Tuần 1758 - 1775 - 1817 | Hòa Khác Quận vương Miên Tuần 1758 - 1775 - 1817 | Hòa Khác Quận vương Miên Tuần 1758 - 1775 - 1817 |  |  |  |  |  |  |  |  |  |  |  |  |  |  |
|                                                 |                                                 |                                                 |                                                 |                                                 |                                                 |  |  |                                                  |  |  |  |  |  |  |  | Bối lặc Dịch Hanh 1783 - 1817 - 1832                  |                                                  |                                                  |                                                  |                                                  |                                                  |  |  |  |  |  |  |  |  |  |  |  |  |  |  |
|                                                 |                                                 |                                                 |                                                 |                                                 |                                                 |  |  |                                                  |  |  |  |  |  |  |  |                                                       |                                                  |                                                  |                                                  |                                                  |                                                  |  |  |  |  |  |  |  |  |  |  |  |  |  |  |
|                                                 |                                                 |                                                 |                                                 |                                                 |                                                 |  |  |                                                  |  |  |  |  |  |  |  | Mẫn Khác Bối tử Tái Dung 1824 - 1832 - 1881           |                                                  |                                                  |                                                  |                                                  |                                                  |  |  |  |  |  |  |  |  |  |  |  |  |  |  |
|                                                 |                                                 |                                                 |                                                 |                                                 |                                                 |  |  |                                                  |  |  |  |  |  |  |  |                                                       |                                                  |                                                  |                                                  |                                                  |                                                  |  |  |  |  |  |  |  |  |  |  |  |  |  |  |
|                                                 |                                                 |                                                 |                                                 |                                                 |                                                 |  |  |                                                  |  |  |  |  |  |  |  | Phụng ân Trấn quốc công Phổ Liêm 1854 - 1881 - 1898   |                                                  |                                                  |                                                  |                                                  |                                                  |  |  |  |  |  |  |  |  |  |  |  |  |  |  |
|                                                 |                                                 |                                                 |                                                 |                                                 |                                                 |  |  |                                                  |  |  |  |  |  |  |  |                                                       |                                                  |                                                  |                                                  |                                                  |                                                  |  |  |  |  |  |  |  |  |  |  |  |  |  |  |
|                                                 |                                                 |                                                 |                                                 |                                                 |                                                 |  |  |                                                  |  |  |  |  |  |  |  | Phụng ân Trấn quốc công Dục Chương 1889 - 1898 - 1937 |                                                  |                                                  |                                                  |                                                  |                                                  |  |  |  |  |  |  |  |  |  |  |  |  |  |  |
|                                                 |                                                 |                                                 |                                                 |                                                 |                                                 |  |  |                                                  |  |  |  |  |  |  |  |                                                       |                                                  |                                                  |                                                  |                                                  |                                                  |  |  |  |  |  |  |  |  |  |  |  |  |  |  |
|                                                 |                                                 |                                                 |                                                 |                                                 |                                                 |  |  |                                                  |  |  |  |  |  |  |  | Hằng Đức 1908 - ?                                     |                                                  |                                                  |                                                  |                                                  |                                                  |  |  |  |  |  |  |  |  |  |  |  |  |  |  |
|                                                 |                                                 |                                                 |                                                 |                                                 |                                                 |  |  |                                                  |  |  |  |  |  |  |  |                                                       |                                                  |                                                  |                                                  |                                                  |                                                  |  |  |  |  |  |  |  |  |  |  |  |  |  |  |
|                                                 |                                                 |                                                 |                                                 |                                                 |                                                 |  |  |                                                  |  |  |  |  |  |  |  | Khải Thái 1925 - ?                                    |                                                  |                                                  |                                                  |                                                  |                                                  |  |  |  |  |  |  |  |  |  |  |  |  |  |  |